# Битка за Сиатъл
Битката за Сиатъл е организирана протестна демонстрация по време на конференцията на Световната търговска организация на 30 ноември 1999 година в Сиатъл. Самата конференция много бързо е засенчена от масови улични протести, които са втората фаза на антиглобалисткото движение в САЩ. Броят на демонстрантите се оценява от различни източници на 50 000 до 100 000.
Подготовката за това събоитие започват няколко месеца преди това и включват местни и международни организации – професионални съюзи, антиглобалисти, анархисти и други. Понякога носи името N30 заради датата 30 ноември.
По това събитие са направени документални филми, както и игралния филм Битката в Сиатъл (Battle in Seattle) с участието на Уди Харелсън, Рей Лиота, Мишел Родригес, Шарлиз Терон, Чанинг Тейтъм и други.